# マキノホープ
マキノホープは日本の競走馬。父ソロナウェーと母テツノホープの間に生まれた栗毛の牡のサラブレッドである。この馬は当時衆議院議員で後に内閣総理大臣となる田中角栄の持ち馬であり、娘の田中眞紀子から名前を取った。中央競馬において1970年のオールカマーや1971年の日本経済賞で優勝した。競走成績は26戦8勝である。引退した72年の暮れに、ムオー（第16回阪神大賞典勝ち馬）と共に種牡馬としてフィリピンに輸出されるも、当時のフィリピン競馬には血統書すら導入していなかった時代であり、その消息は不明。(フィリピン競馬の血統書の発行は1982年から)

## 第19回日本経済賞
マキノホープの競走馬生活でもっとも有名なのが、最後の勝利となった日本経済賞である。
この年の日本経済賞は、長距離戦で結果を出している1番人気のコンチネンタル、前走のオープン戦をレコード勝ちした快速馬・ハクエイホウ、中距離で数多くの結果を出した豪腕郷原の相棒・クリシバなどの有力馬が参戦。マキノホープも、このレースの2番人気として参戦となった。
レースは、クリシバが先導をする形となった。持ち前のスピードが復活を果たしたハクエイホウが追走したため、レースは予想外のハイペースとなった。レースが動いたのは第3コーナー、クリシバの直後を追走していたハクエイホウとマキノホープが、逃げていたクリシバに襲い掛かる。その刹那、ハクエイホウが突然前のめりに倒れ込んだ。運が悪いことに、イン突きを狙っていたスイノオーザがこのアクシデントをまともに受け、鞍上・丸目敏栄は頭から叩き落とされてしまう。結局、このアクシデントによる不利をそれほど受けなかったマキノホープは、レコードタイムでこのレースを制することとなった。
なお、このレースで発生したアクシデントの当事者であるハクエイホウと丸目騎手であるが、前者はレース終了数日後に死亡、後者も調教師として復活を目指す矢先に急死している。

## 血統表
| マキノホープの血統フェアウェイ系 | マキノホープの血統フェアウェイ系 | マキノホープの血統フェアウェイ系 | （血統表の出典）   | （血統表の出典） |
| 父 * Solonaway 1946 鹿毛         | 父の父Solferino 1940 鹿毛        | Fairway                          | Phalaris           | Phalaris         |
| 父 * Solonaway 1946 鹿毛         | 父の父Solferino 1940 鹿毛        | Fairway                          | Scapa Flow         |                  |
| 父 * Solonaway 1946 鹿毛         | 父の父Solferino 1940 鹿毛        | Sol Speranza                     | Ballyferis         | Ballyferis       |
| 父 * Solonaway 1946 鹿毛         | 父の父Solferino 1940 鹿毛        | Sol Speranza                     | Sunbridge          |                  |
| 父 * Solonaway 1946 鹿毛         | 父の母Anyway 1935 鹿毛           | Grand Glacier                    | Grand Parade       | Grand Parade     |
| 父 * Solonaway 1946 鹿毛         | 父の母Anyway 1935 鹿毛           | Grand Glacier                    | Glaspia            |                  |
| 父 * Solonaway 1946 鹿毛         | 父の母Anyway 1935 鹿毛           | The Widow Murphy                 | Pomme-de-Terre     | Pomme-de-Terre   |
| 父 * Solonaway 1946 鹿毛         | 父の母Anyway 1935 鹿毛           | The Widow Murphy                 | Waterwitch         |                  |
| 母 テツノホープ 1959 鹿毛        | 母の父トサミドリ 1946年 鹿毛     | * Primero                        | Blandford          | Blandford        |
| 母 テツノホープ 1959 鹿毛        | 母の父トサミドリ 1946年 鹿毛     | * Primero                        | Athasi             |                  |
| 母 テツノホープ 1959 鹿毛        | 母の父トサミドリ 1946年 鹿毛     | * フリッパンシー Flippancy       | Flamboyant         | Flamboyant       |
| 母 テツノホープ 1959 鹿毛        | 母の父トサミドリ 1946年 鹿毛     | * フリッパンシー Flippancy       | Slip               |                  |
| 母 テツノホープ 1959 鹿毛        | 母の母* Olgaola 1950 黒鹿毛      | Gladiolo                         | Navarro            | Navarro          |
| 母 テツノホープ 1959 鹿毛        | 母の母* Olgaola 1950 黒鹿毛      | Gladiolo                         | Glorieuse          |                  |
| 母 テツノホープ 1959 鹿毛        | 母の母* Olgaola 1950 黒鹿毛      | Dark Olga                        | Traumer            | Traumer          |
| 母 テツノホープ 1959 鹿毛        | 母の母* Olgaola 1950 黒鹿毛      | Dark Olga                        | Mint Olga F-No.3-g |                  |